# Monarea tripartita
Monarea tripartita är en stekelart som först beskrevs av Brulle 1846.  Monarea tripartita ingår i släktet Monarea och familjen bracksteklar. Inga underarter finns listade i Catalogue of Life.